# 24. september
24. september je 267. dan leta (268. v prestopnih letih) v gregorijanskem koledarju. Ostaja še 98 dni.

## Dogodki
- 624 – Mohamed konča svojo hidžro iz Meke v Medino
- 1136 – ustanovljen samostan v Stični
- 1664 – Nizozemska prepusti Novi Amsterdam Angliji
- 1852 – javnosti je predstavljena prva zračna ladja
- 1862 – Otto von Bismarck postane pruski kancler
- 1905 – Švedska prizna neodvisnost Norveške
- 1908 – izdelajo prvi Ford Model T
- 1914 – Nemci zavzamejo St. Mihiel
- 1939 – letalsko bombandiranje Varšave
- 1940 – Nova Kaledonija se pridruži Svobodni Franciji
- 1941:
  - v Londonu se ustanovi Francoski državni svet
  - ZSSR pristopi k paktu Združenih narodov
- 1943 – ustanovljena Slovenska domobranska legija
- 1944 – FFI se vključi v FFL
- 2004: Srbija predloži državnemu zboru RS zahtevo o priznanju srbske manjšine v Sloveniji

## Rojstva
- 1501 – Gerolamo Cardano, italijanski matematik, astronom, zdravnik, filozof, fizik, astrolog, kockar († 1576)
- 1583 – Albrecht Wenzel Eusebius von Wallenstein, češki vojskovodja († 1634)
- 1625 – Johan de Witt, nizozemski pravnik, politik, državnik († 1672)
- 1705 – Leopold Josef Daun, avstrijski feldmaršal († 1766)
- 1725 – Arthur Guinness, irski poslovnež in pivovar († 1803)
- 1739 – Grigorij Aleksandrovič Potemkin, ruski maršal, državnik († 1791)
- 1755 – John Marshall, ameriški pravnik († 1835)
- 1806 – Omer paša Latas, osmanski feldmaršal in guverner († 1871)
- 1867 – Casimir-Léon Maistre, francoski vojak, raziskovalec († 1957)
- 1870 – Georges Claude, francoski kemik, inženir († 1960)
- 1886 – Edward Bach, angleški homeopat in utemeljitelj cvetnega zdravljenja († 1936)
- 1896 – Francis Scott Key Fitzgerald, ameriški pisatelj († 1940)
- 1898 – Howard Walter Florey, avstralski patolog, nobelovec 1945 († 1968)
- 1905 – Severo Ochoa, špansko-ameriški zdravnik, biokemik, nobelovec 1959 († 1993)
- 1911 – Konstantin Ustinovič Černenko, generalni sekretar KPSZ († 1985)
- 1920 – Richard Ira Bong, ameriški letalski as († 1945)
- 1925 – Geoffrey Ronald Burbidge, angleški astronom, astrofizik, kozmolog († 2010)
- 1934 – Manfred Wörner, nemški politik in diplomat († 1994)
- 1936 – Jim Henson, ameriški filmski producent († 1990)
- 1945 – John Rutter, angleški skladatelj in dirigent
- 1949 – Pedro Almodóvar, španski filmski režiser
- 1955 – Riccardo Illy, italijanski politik in poslovnež
- 1961 – Fiona Corke, avstralska igralka
- 1980 – John Arne Riise, norveški nogometaš
- 1923 – Ladisalav Fuks, češki pisatelj (* 1994)

## Smrti
- 717 – Sulejman ibn Abd al-Malik, sedmi kalif Omajadskega kalifata (* ok. 675)
- 768 – Pipin Mali, frankovski kralj (* 714)
- 1046 – Sveti Gerard, italijanski misijonar, madžarski mučenik (* 980)
- 1054 – Hermann von Reichenau, nemški učenjak, skladatelj, glasbeni teoretik, pesnik (* 1013)
- 1120 – Velf II. Bavarski, vojvoda (* 1072)
- 1143 – Papež Inocenc II.
- 1180 – Manuel I. Komnen, bizantinski cesar (* 1118)
- 1183 – Aleksej II. Komnen, bizantinski cesar (* 1169)
- 1228 – Štefan Prvokronani, veliki župan Raške in kralj Srbije (* 1165)
- 1230 – Alfonz IX., kralj Leona (* 1171)
- 1270 – Filip Montforški, francoski plemič, baron Castresa
- 1435 – Isabeau Bavarska, francoska kraljica (* 1370)
- 1494 – Angelo Poliziano, italijanski humanist in pesnik (* 1454)
- 1541 – Paracelzij, švicarski alkimist, zdravnik in okultist (* 1493)
- 1621 – Jan Karol Chodkiewicz, poljsko-litovski vojskovodja (* okoli 1561)
- 1715 – Wilhelm Homberg, nizozemski naravoslovec (* 1652)
- 1862 – Anton Martin Slomšek, slovenski škof, pesnik, narodni buditelj in svetnik (* 1800)
- 1881 – grof Friedrich von Thun und Hohenstein, avstrijski diplomat (* 1810)
- 1900 – Frančišek Lampe, slovenski duhovnik, pisec, filozof (* 1859)
- 1915 – Števan Kühar, slovenski pisatelj in ljudski zbiratelj na Madžarskem (* 1882)
- 1936 – Jožef Klekl, madžarski slovenski katoliški duhovnik, zgodovinopisec in novinar (* 1879)
- 1938 – Lev Genrihovič Šnireljman, ruski matematik (* 1905)
- 1945 – Johannes Wilhelm Geiger, nemški fizik (* 1882)
- 1960 – Vladimir Dimitrov - Maistora, bolgarski slikar (* 1882)
- 2004 – Françoise Sagan, francoska pisateljica (* 1935)
- 2010 – Jure Robič, slovenski ultramaratonski kolesar (* 1965)

## Prazniki in obredi
- Republika Južna Afrika: Dan dediščine
- tretji dan mikelija v stari Latviji in edini dan v letu, ko so možje lahko snubili morebitne bodoče žene